# Phattalung (provincie)
Phattalung is een Thaise provincie in het zuiden van Thailand. In december 2002 had de provincie 504.454 inwoners, het is daarmee naar bevolkingsaantal de 50e provincie van Thailand. Met een oppervlakte van 3424,5 km² is het naar oppervlakte de 58e provincie. Phattalung ligt op ongeveer 840 kilometer van Bangkok. Phattalung grenst aan Nakhon Si Thammarat, Songkhla, Satun en Trang. Phattalung ligt als enige provincie in het zuiden van Thailand niet aan zee.

## Provinciale symbolen
|  | Op het zegel van Phattalung is de 250 meter hoge berg Phu Khao Ok Thalu, het symbool van de provincie, te zien. De provinciale boom en bloem zijn de Shorea roxburghii. |

## Politiek

### Bestuurlijke indeling
De provincie is onderverdeeld in 10 districten (Amphoe) en 1 subdistrict (King Amphoe):
| Amphoe 1. Mueang Phattalung 2. King Ra 3. Khao Chaison 4. Tamot 5. Khuan Khanun 6. Pak Phayun 7. Si Banphot 8. Pa Bon 9. Bang Kaeo 10. Pa Phayom | King Amphoe 1. Srinagarindra |  |